# サーラピー郡
座標: 北緯18度42分48秒 東経99度2分11秒 / 北緯18.71333度 東経99.03639度
サーラピー郡（サーラピーぐん）はタイ北部・チエンマイ県の郡（アムプー）である。

## 名称
サーラピーとは「オクロカルプス」のことである。

## 歴史

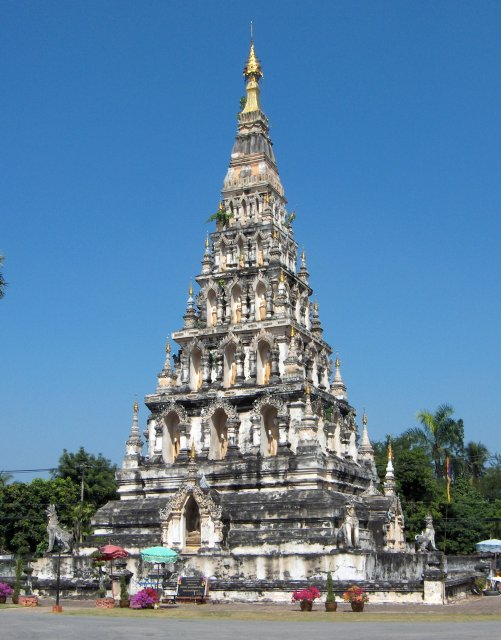
ウィエンクムカームの代表的遺構であるワット・クーカムのチェーディー

サーラピーの歴史は1294年ごろのウィエンクムカームの建設に始まる。マンラーイ王はクムカーム王をピン川沿いの新たな首都として建てたが、これは相当にハリプンチャイ王国の後期に建設された長方形の都市郡と似ており、同じの影響下で作られたと考えられる。また、マンラーイはウィエンクムカームにワット・チェーディーリアム（ワット・クーカム）を建立しているがこれは、ラムプーンのワット・クークットの影響が見て取れ、ハリプンチャイのモン族の影響下に相当あったことを示している。この後、マンラーイはチエンマイに遷都するが、ウィエンクムカームはチエンマイの衛星都市として、貴族の邸宅や防御拠点などとして使われた。その後、ウィエンクムカームはビルマの支配時代(1558-1774)の間に洪水に見舞われ、ピン川の流れが変わり、都市としての重要性が低下し放棄されたと考えられている。
この地域が郡となったのは1891年のことである。元々はヤーンヌン (ยางเนิ้ง) とよばれたが、これは地元の言葉で「しなって傾く」と言う意味であり、もっとよい名前を求めて住民が陳情した。このため1927年、郡のタムボンの一つの名前をとってサーラピーと名付けられた。

## 地理
郡はピン川の形成した盆地にあり、ピン川は郡の重要な水源となっている。
交通はタイ国鉄がとっているほか、チエンマイを環状に取り巻く121号線が郡内を通っているほか、国道11号線、114号線が南北に通っており、北にチエンマイ、南にラムプーンに通じるまた南東に1189号線が延びておりバーンティ方面と通じる。

## 経済
郡内の主な産業は農業であり、ロンガン、カリフラワー、ブロッコリーなどが生産されている。

## 行政区分
郡は12のタムボンに分かれ、さらにその下位に105の村（ムーバーン）がある。自治体（テーサバーン）があり、以下のようになっている。
- テーサバーンタムボン・ヤーングン・・・タムボン・ヤーングン、タムボン・サーラピー、タムボン・ノーンプンの一部
- テーサバーンタムボン・サーラピー・・・タムボン・サーラピーの一部

また郡内には10のタムボン行政体（オンカーンボーリハーンスワンタムボン）がある。
1. タムボン・ヤーングン・・・ตำบลยางเนิ้ง
2. タムボン・サーラピー・・・ตำบลสารภี
3. タムボン・チョムプー・・・ตำบลชมภู
4. タムボン・チャイサターン・・・ตำบลไชยสถาน
5. タムボン・クワムン・・・ตำบลขัวมุง
6. タムボン・ノーンフェーク・・・ตำบลหนองแฝก
7. タムボン・ノーンプン・・・ตำบลหนองผึ้ง
8. タムボン・タークワーン・・・ตำบลท่ากว้าง
9. タムボン・ドーンケーオ・・・ตำบลดอนแก้ว
10. タムボン・ターワンターン・・・ตำบลท่าวังตาล
11. タムボン・サンサーイ・・・ตำบลสันทราย
12. タムボン・パーボン・・・ตำบลป่าบง